# Kameruns regioner
Kamerun är indelat i tio regioner. Regionerna är i sin tur indelade i 58 departement. 
| Kart nr. | Region       | Huvudstad  | Yta (km²) | Invånare (2001) | Karta             |
| -------- | ------------ | ---------- | --------- | --------------- | ----------------- |
| 1        | Adamaoua     | Ngaoundéré | 63.691    | 723.626         | Kameruns regioner |
| 2        | Centre       | Yaoundé    | 68.926    | 2.501.229       | Kameruns regioner |
| 3        | Est          | Bertoua    | 109.011   | 755.088         | Kameruns regioner |
| 4        | Extrême-Nord | Maroua     | 34.246    | 2.721.453       | Kameruns regioner |
| 5        | Littoral     | Douala     | 20.239    | 2.202.340       | Kameruns regioner |
| 6        | Nord         | Garoua     | 65.576    | 1.227.018       | Kameruns regioner |
| 7        | Nord-Ouest   | Bamenda    | 17.812    | 1.840.527       | Kameruns regioner |
| 8        | Sud          | Ebolowa    | 47.110    | 534.854         | Kameruns regioner |
| 9        | Sud-Ouest    | Buéa       | 24.571    | 1.242.749       | Kameruns regioner |
| 10       | Ouest        | Bafoussam  | 13.872    | 1.982.106       | Kameruns regioner |